# Dragan Mance
Dragan Mance (cyr.: Драган Манце, ur. 26 września 1962 w Belgradzie, zm. 3 września 1985 tamże) – serbski piłkarz występujący na pozycji napastnika. Reprezentant Jugosławii.

## Kariera klubowa
Mance treningi rozpoczął w 1977 roku w Galenice Zemun. W 1980 roku został włączony do jego pierwszej drużyny, grającej w drugiej lidze jugosłowiańskiej. W sezonie 1980/1981 w jej barwach rozegrał jedno ligowe spotkanie, a we wrześniu 1980 roku został graczem pierwszoligowego Partizana. W sezonie 1982/1983 wywalczył z nim mistrzostwo Jugosławii, a w sezonie 1983/1984 - wicemistrzostwo Jugosławii. 3 września 1985 zginął w wypadku samochodowym w drodze na trening Partizana.

## Kariera reprezentacyjna
W reprezentacji Jugosławii Mance zadebiutował 23 kwietnia 1983 w przegranym 0:4 towarzyskim meczu z Francją. W drużynie narodowej rozegrał 4 spotkania, wszystkie w 1983 roku.